# Rebelião de Skanderbeg
A Rebelião de Skanderbeg (em albanês: Kryengritja e Skënderbeut) foi uma rebelião anti-otomana que durou quase 25 anos e foi liderada pelo comandante militar albanês Skanderbeg no que hoje é a Albânia e seus países vizinhos. Foi um raro exemplo bem-sucedido de resistência dos cristãos durante o século XV e, por meio de sua liderança, liderou os albaneses na guerra de guerrilha contra os otomanos. 
Em 2 de março de 1444, os chefes e nobres regionais albaneses se uniram contra o Império Otomano e estabeleceram a Liga de Lezhë. A coalizão lutaria com sucesso contra as forças otomanas até 1479, quando foi dissolvida. Após a morte de Skanderbeg em 1468, a liga continuaria lutando sob o comando de Lekë Dukagjini.
A revolta de Skanderbeg representou uma reação de setores da sociedade local e senhores feudais contra a perda de privilégios e as exigências do governo otomano, das quais eles se ressentiam. Devido aos conflitos frequentes entre famílias rivais na Albânia durante a rebelião de Skanderbeg, particularmente entre Skanderbeg e Lekë Dukagjini, o estudioso albanês Robert Elsie descreveu o período como mais uma guerra civil albanesa.  No entanto, Skanderbeg reconciliou-se com Lekë em 1453 e aliou-se novamente a Gjergj Arianiti em 1456.

## Antecedentes
Na Albânia, a rebelião contra os otomanos já estava latente há anos antes de Skanderbeg desertar do exército otomano.  A revolta anterior mais notável foi a de 1432-36, liderada principalmente por Gjergj Arianiti. Embora Skanderbeg tenha sido convocado por seus parentes durante esta rebelião, ele permaneceu leal ao sultão e não lutou contra os otomanos.  Depois que essa rebelião foi reprimida pelos otomanos, os Arianiti se revoltaram novamente contra os otomanos na região da Albânia central em agosto de 1443.
Skanderbeg decidiu deixar sua posição de sanjaco-bei otomano e se revoltar contra os otomanos somente após a vitoriosa Cruzada de Varna em 1443.  Os sucessos dos cruzados inspiraram a revolta de Skanderbeg e a revolta de Constantino XI Paleólogo no Despotado da Moreia.  No início de novembro de 1443, Skanderbeg desertou das forças do sultão Murade II durante a Batalha de Niš, enquanto lutava contra os cruzados de John Hunyadi.  Skanderbeg abandonou o campo juntamente com outros 300 albaneses que serviam no exército otomano.  Ele imediatamente conduziu seus homens para Krujë, onde chegou em 28 de novembro,  e, por meio de uma carta forjada do sultão Murade ao governador de Krujë, tornou-se senhor da cidade.  Para reforçar sua intenção de ganhar o controle dos antigos domínios de Zeta, Skanderbeg se proclamou herdeiro da família Balsha. Depois de capturar alguns castelos vizinhos menos importantes (Petrela, Prezë, Guri i Bardhë, Svetigrad, Modrič e outros) e eventualmente ganhar controle sobre mais do que os domínios de seu pai Gjon Kastrioti, Skanderbeg abjurou o islamismo e se proclamou o vingador de sua família e país.  Ele levantou uma bandeira vermelha com uma águia preta de duas cabeças: a Albânia usa uma bandeira semelhante como símbolo nacional até hoje. 

## Forças
Dorotheos, o Arcebispo de OCrida e clérigos e boiardos do Arcebispado de Ocrida, juntamente com um número considerável de cidadãos cristãos de Ohrid, foram expatriados pelo sultão para Istambul em 1466 por causa de suas atividades anti-otomanas durante a rebelião de Skanderbeg.  A rebelião de Skanderbeg também foi apoiada pelos gregos na Moreia.  Segundo Fan Noli, o conselheiro mais confiável de Skanderbeg era Vladan Jurica.  Himara também apoiou a guerra e forneceu homens para lutar sob o comando de Skanderbeg.

### Liga de Lezhë (1444-1450)
Em 2 de março de 1444, os chefes regionais albaneses e zetanos uniram-se contra o Império Otomano.  Esta aliança (Liga de Lezhë) foi forjada em Lezhë, controlada pelos venezianos.  Os principais membros da liga eram os Arianiti, Balšić, Dukagjini, Muzaka, Spani, Thopia e Crnojevići. Todos os historiadores anteriores e muitos modernos aceitaram as notícias de Marin Barleti sobre este encontro em Lezhë (sem lhe dar o mesmo peso), embora nenhum documento veneziano contemporâneo o mencione.  Barleti referiu-se à reunião como generalis concilium ou universum concilium [conselho geral ou integral]; o termo "Liga de Lezhë" foi cunhado por historiadores subsequentes. 

## Batalhas
Kenneth Meyer Setton afirma que a maioria dos relatos sobre as atividades de Skanderbeg no período de 1443-1444 "devem muito mais à fantasia do que aos fatos".  Logo após Skanderbeg capturar Krujë usando a carta falsificada para tomar o controle de Zabel Pasha, seus rebeldes conseguiram capturar muitas fortalezas otomanas, incluindo a estrategicamente muito importante Svetigrad (Kodžadžik), tomada com o apoio de Moisi Arianit Golemi e 3.000 rebeldes de Debar.  Segundo algumas fontes, Skanderbeg empalou oficiais otomanos capturados que se recusaram a ser batizados no cristianismo.  
A primeira batalha dos rebeldes de Skanderbeg contra os otomanos foi travada em 10 de outubro de 1445, na montanha Mokra. De acordo com Setton, depois que Skanderbeg foi supostamente vitorioso na Batalha de Torvioll, os húngaros teriam cantado louvores sobre ele e instado Skanderbeg a se juntar à aliança da Hungria, do Papado e da Borgonha contra os otomanos.  Na primavera de 1446, com a ajuda de diplomatas ragusanos, Skanderbeg solicitou apoio do Papa e do Reino da Hungria para sua luta contra os otomanos. 

### Guerra contra Veneza
Marin Span foi comandante das forças de Skanderbeg que perderam a fortaleza de Baleč para as forças venezianas em 1448 durante a guerra de Skanderbeg contra Veneza. Marin e seus soldados recuaram em direção a Dagnum após serem informados por seu parente Peter Span sobre as grandes forças venezianas que se dirigiam a Baleč. 

## Tratado de Gaeta
Em 26 de março de 1450, um tratado político foi estipulado em Gaeta entre Afonso V para o Reino de Nápoles e Stefan, Bispo de Krujë, e Nikollë de Berguçi, embaixadores de Skanderbeg. No tratado, Skanderbeg se reconheceria como vassalo do Reino de Nápoles e, em troca, teria a proteção do Reino contra o Império Otomano. Depois que Afonso assinou este tratado com Skanderbeg, ele assinou tratados semelhantes com outros chefes da Albânia: Gjergj Arianiti, Gjin Muzaka, Gjergj Balsha, Peter Spani, Paul Dukagjini, Thopia Muzaka, Peter of Himara, Simon Zenebishi e Carlos II Tocco.
Para dar seguimento ao tratado de Gaeta, Nápoles enviou um destacamento de 100 soldados napolitanos comandados por Bernard Vaquer ao castelo de Kruje no final de maio de 1451.  Vaquer foi nomeado comissário especial  e assumiu Kruje em nome do Reino de Nápoles e colocou sua guarnição sob seu comando. 

## Consequências
Gjergj Balsha foi visto por Veneza como o sucessor de Skanderbeg,  enquanto Lekë Dukagjini se tornou o líder da Liga. Após a morte de Skanderbeg, Ivan e seu irmão Gjok Balsha, junto com Leke, Progon e Nicholas Dukagjini, continuaram a lutar por Veneza. 